# Coupe de La Réunion de football 2019
Navigation
Édition précédente Édition suivante
La Coupe de La Réunion de football 2019 est la 52e édition de la compétition.

## Changements

### Tours préliminaires
Plusieurs matchs sont joués lors des tours préliminaires. Seuls seront indiqués les 16e de finale avec les clubs R1 et de R2.

## Seizièmes de finale
| Division | Club                | Résultat       | Club                  | Division | Lieu                                        | Date, heure            |
| -------- | ------------------- | -------------- | --------------------- | -------- | ------------------------------------------- | ---------------------- |
| (D1)     | ACCS Redoute        | 0-3            | Saint-Denis FC        | (R1)     | Stade de la Redoute, Saint-Denis            | Mercredi 26/06 - 20h30 |
| (R1)     | Tamponnaise         | 5-1            | Etoile du Sud         | (R2)     | Stade Klébert Picard, Le Tampon             | Mercredi 26/06 - 20h30 |
| (R1)     | AS Excelsior        | 2-0            | AFC Halte là          | (R2)     | Stade Raphaël-Babet, Saint-Joseph           | Mercredi 26/06 - 20h30 |
| (R2)     | ACF Piton Saint-Leu | 2-1            | AF Saint-Louis        | (R1)     | Stade municipal Christol Marivan, Saint-Leu | Mercredi 26/06 - 20h30 |
| (R2)     | ASC Corbeil         | 2-3            | Trois-Bassins FC      | (R1)     | Stade Paul-Julius-Bénard, Saint-Paul        | Mercredi 26/06 - 20h30 |
| (R1)     | SS Jeanne d'Arc     | 8-0            | AJS Bois d'Olives     | (R1)     | Stade Lambrakis, Le Port                    | Mercredi 26/06 - 20h30 |
| (R1)     | US Sainte-Marienne  | 5-0            | AS Guillaume          | (R2)     | Stade Duparc, Sainte-Marie                  | Mercredi 26/06 - 20h30 |
| (R1)     | JS Saint-Pierroise  | 4-1            | Rivière Sports        | (R1)     | Stade Michel Volnay, Saint-Pierre           | Vendredi 28/06 - 20h30 |
| (R2)     | OCSA Léopards       | 3-1 ap         | AETFC Etang Saint-Leu | (R2)     | Stade Baby-Larivière, Saint-André           | Samedi 29/06 - 15h00   |
| (R1)     | AS Marsouins        | 4-1            | AJS Saint-Denis       | (R2)     | Stade municipal Christol Marivan, Saint-Leu | Samedi 29/06 - 19h00   |
| (R2)     | AS Capricorne       | 1-0            | FC Bagatelle          | (R2)     | Stade Joffre-Labenne, Saint-Pierre          | Samedi 29/06 - 20h00   |
| (R2)     | AS Sainte-Suzanne   | 2-4            | AS Possession         | (R2)     | Stade Georges Repiquet, Sainte-Suzanne      | Samedi 29/06 - 20h00   |
| (R2)     | CO Saint-Pierre     | (Pénalité) 0-4 | SS Saint-Louisienne   | (R1)     | Stade Michel Volnay, Saint-Pierre           | Samedi 29/06 - 20h00   |
| (R2)     | US Bellemène Canot  | 1-2            | Saint-Pauloise FC     | (R1)     | Stade Paul-Julius-Bénard, Saint-Paul        | Dimanche 30/06 - 15h30 |
| (R2)     | Sainte-Rose FC      | 4-2            | SDEFA                 | (R1)     | Stade Therésien Cadet, Sainte-Rose          | Mercredi 30/06 - 15h30 |
| (R2)     | AS Bretagne         | 1-1 3-1tab     | AS Evêché             | (R2)     | Stade Jean-Ivoula, Saint-Denis              | Dimanche 30/06 - 15h30 |

## Huitièmes de finale
| Division | Club              | Résultat    | Club                | Division | Lieu                                | Date, heure            |
| -------- | ----------------- | ----------- | ------------------- | -------- | ----------------------------------- | ---------------------- |
| (R2)     | Sainte-Rose FC    | 1-1, 7-8tab | JS Saint-Pierroise  | (R1)     | Stade Therésien Cadet, Sainte-Rose  | Dimanche 04/08 - 15h00 |
| (R2)     | OCSA Léopards     | 0-7         | US Sainte-Marienne  | (R1)     | Stade Baby-Larivière, Saint-André   | Dimanche 04/08 - 15h00 |
| (R1)     | Saint-Denis FC    | 0-0, 4-2tab | ACF Piton Saint-Leu | (R2)     | Stade de la Redoute, Saint-Denis    | Dimanche 04/08 - 15h00 |
| (R1)     | Saint-Pauloise FC | 1-0         | AS Capricorne       | (R1)     | Stade Paul-Julius-Bénard, Saint-Leu | Dimanche 04/08 - 15h00 |
| (R1)     | Trois Bassins FC  | 2-1         | SS Saint-Louisienne | (R1)     | Stade Saint-Alme, Trois-Bassins     | Dimanche 04/08 - 15h00 |
| (R2)     | AS Excelsior      | 3-1         | AS Bretagne         | (R1)     | Stade Raphaël-Babet, Saint-Joseph   | Dimanche 04/08 - 15h00 |
| (R2)     | ASC Possession    | 0-1         | SS Jeanne d'Arc     | (R1)     | Stade Youri-Gagarine, La Possession | Dimanche 04/08 - 15h00 |
| (R1)     | La Tamponnaise    | 3-1         | AS Marsouins        | (R1)     | Stade Klébert-Picard, Le Tampon     | Dimanche 04/08 - 15h00 |

## Quarts de finale
| Mercredi 28 aout | La Tamponnaise (R1) | 0 - 1   | JS Saint-Pierroise (R1) | Stade Régional Gaby Folio, Petite-Île |                          |
| 20h30            |                     | (0 - 0) | 83e Fontaine            | Arbitrage : Bruno Turpin              | Arbitrage : Bruno Turpin |

| Mercredi 28 août | SS Jeanne d'Arc (R1) | 1 - 0   | Trois Bassins FC (R1) | Stade Duparc, Sainte-Marie |                            |
| 20h30            | Mladjao 5e           | (1 - 0) |                       | Arbitrage : Bruno Fontaine | Arbitrage : Bruno Fontaine |

| Mercredi 28 août | US Sainte-Marienne (R1)            | 3 - 0 ap | Saint-Denis FC (R1) | Stade Paul-Julius-Bénard, Saint-Paul |                                |
| 20h30            | Gladyson 92e, 110e · Bourahim 105e | (0 - 0)  |                     | Arbitrage : Fabrice Commandant       | Arbitrage : Fabrice Commandant |

| Mercredi 28 août | AS Excelsior (R1) | 0 - 0   | Saint-Pauloise FC (R1) | Stade Michel-Volnay, Saint-Pierre |                             |
| 20h30            |                   | (0 - 0) |                        | Arbitrage : Jérémie Maniéca       | Arbitrage : Jérémie Maniéca |
| 20h30            | Tirs au but 2 - 4 |         |                        | Arbitrage : Jérémie Maniéca       | Arbitrage : Jérémie Maniéca |

## Demi-finales
Légende : (1) D1R
Programmes des rencontres
| Mercredi 11 septembre 2019 | US Sainte-Marienne (1) | 0 - 2   | (1) SS Jeanne d'Arc      |                                                                                     |                                                                                     |
| 20h30                      |                        | (0 - 1) | Hassman 45+1e · Tojo 79e | Stade Paul-Julius-Bénard, Saint-Paul Spectateurs : 1 089 Arbitrage : Bruno Fontaine | Stade Paul-Julius-Bénard, Saint-Paul Spectateurs : 1 089 Arbitrage : Bruno Fontaine |

| Mercredi 11 septembre 2019 | JS Saint-Pierroise (1)                                 | 3 - 1 a. p. | (1) Saint-Pauloise FC |                                                                             |                                                                             |
| 20h30                      | Fontaine 90+3e · Mamy Gervais 95e · Nayel Ousséni 115e | (0 - 0)     | Geneviève 73e         | Stade Klébert Picard, Le Tampon Spectateurs : 422 Arbitrage : Marius Quenet | Stade Klébert Picard, Le Tampon Spectateurs : 422 Arbitrage : Marius Quenet |

## Finale
| Dimanche 6 octobre 2019 | JS Saint-Pierroise (1) | 1 - 0   | (1) SS Jeanne d'Arc |                                                                                   |                                                                                   |
| 16h30                   | Razak 82e | (0 - 0) | | Stade Michel Volnay, Saint-Pierre Spectateurs : 5 124 Arbitrage : Frédéric Bureau | Stade Michel Volnay, Saint-Pierre Spectateurs : 5 124 Arbitrage : Frédéric Bureau |
| 16h30                   | Mickaël Tseng-Thon - Loriocourt, Ali Djamali - Mamy Gervais, Razak, Bador - Hubert, Ponti , Vardapin puis Grandin (70e minute), Kitambala puis Siala Chamba (60e minute), Fontaine | Équipes | Pausé - M'Houdine, Myrthe, François , Miranville - Zaaouar, Rasolofo, Madi puis Baur (61e minute) ,Hassman, Tojo, Douniama | Stade Michel Volnay, Saint-Pierre Spectateurs : 5 124 Arbitrage : Frédéric Bureau | Stade Michel Volnay, Saint-Pierre Spectateurs : 5 124 Arbitrage : Frédéric Bureau |

## Sources
- (fr) Site de la LRF (Ligue Réunionnaise de Football)